# Liosilpha incommoda
Liosilpha incommoda är en kackerlacksart som först beskrevs av Kirby, W. F. 1890.  Liosilpha incommoda ingår i släktet Liosilpha och familjen småkackerlackor. Inga underarter finns listade i Catalogue of Life.